# هیلبسهایم
هیلبسهایم (به فرانسوی: Hilbesheim) یک کمون در فرانسه است که در Canton of Fénétrange واقع شده‌است.

## خصوصیات
هیلبسهایم ۷٫۵۲ کیلومترمربع مساحت و ۵۱۵ نفر جمعیت دارد و ۳۲۵ متر بالاتر از سطح دریا واقع شده‌است.